# Figaro (stripreeks)
Figaro is een Belgische stripreeks bedacht door Steve Van Bael. Anno 2016 zijn er 6 albums verschenen.

## Inhoud
Deze stripreeks draait rond het detectivebureau Figaro. Het kantoor van de privédetectives bevindt zich incognito onder een Brussels kapsalon. Indien je een Coupe Figaro bestelt, word je door de kapper doorverwezen naar het kantoor beneden. Emma en Peck zijn privédetectives in dienst van Figaro en Maxim is de uitvinder en techneut. Indien ze een opdracht krijgen, gaan Emma en Peck op missie met behulp van de snufjes van Maxim. Soms komt Maxim hen redden ondanks dat hij geen vechter is.
Maxim is regelmatig verliefd en komt goed overeen met Emma, maar geleidelijk aan krijgen Emma en Peck gevoelens voor elkaar.

## Personages
Hieronder volgen een aantal van de belangrijkste personages.
- Peck, een privédetective van Figaro, wapenexpert en voormalig rechercheur bij de federale politie
- Emma, een privédetective van Figaro en forensisch expert
- Maxim (of Maximiliaan), de uitvinder en techneut van Figaro
- Brunetti, de baas van Figaro en vader van Maxim

## Publicatiegeschiedenis

### Voorgeschiedenis
In 2002 ging Van Bael werken bij Studio Max!, die eerder opgericht werd door Rik Dewulf en De Marck. Hier tekende  hij een aantal decors en deed het inkten van een aantal albums van Stam & Pilou. Ook deed hij de decors van een aantal albums van Kiekeboe. In 2005 maakte hij 2 albums van zijn eigen stripreeks Link. In 2008 stopt Van Bael als assistent bij Kiekeboe om zich toe te leggen op deze stripreeks.

### Standaard Uitgeverij
In 2008 ging deze stripreeks van start bij Standaard Uitgeverij. Qua tekenstijl sluit deze reeks aan bij Merho (De Kiekeboes) en Gazzotti (Soda). Van Bael probeert ook voor elk album de plekken te bezoeken waar de albums plaatsvinden. Vervolgens verwerkt hij duizenden foto's in die albums.
In 2011 stopte Standaard Uitgeverij met Figaro. Er verschenen zes albums.
De reeks werd ondanks de goede verkoopcijfers stopgezet omdat er toch verlies gemaakt werd. Hierop overwoog de auteur om te stoppen als stripauteur. Standaard Uitgeverij zette ook de reeksen Jump en Betty & Dodge stop. Betty & Dodge werd echter voort gezet door BD Must en Jump werd voort gezet door de Nederlandse uitgever Strip2000. Aanvankelijk zou ook Figaro bij Strip2000 komen. De reeks zou veranderd worden naar De Figaro's waarin de huidige hoofdpersonages tieners zijn. Het eerste album zou De groene schedels worden. Dit ging echter niet door.

### Saga Uitgaven
Vanaf 2014 wordt de reeks uitgegeven bij Saga Uitgaven. De zes albums werden heruitgegeven met nieuwe covers in datzelfde jaar. Ook wordt er gewerkt aan een zevende album, De groene schedels, dat een herwerkt scenario is van het verhaal dat Van Bael schreef voor Strip2000. Dat album is anno 2021 niet verschenen.

## Albums
| Nr. | Titel                    | Uitgavejaar album |
| --- | ------------------------ | ----------------- |
| 1   | Het masker van de wereld | 2008              |
| 2   | Biechtgeheim             | 2008              |
| 3   | De marscode              | 2009              |
| 4   | Taco's en diamanten      | 2009              |
| 5   | De duivelsbijbel         | 2010              |
| 6   | De vloek van Myra        | 2011              |